# Senda F
Senda F es una localidad boliviana perteneciente al municipio de Chimoré, ubicado en la provincia de Carrasco del Departamento de Cochabamba. En cuanto a distancia, Senda F se encuentra a 210 km de la ciudad de Cochabamba, la capital departamental, a 16 km de Chimoré. 
Según el último censo de 2012 realizado por el Instituto Nacional de Estadística de Bolivia (INE), la localidad cuenta con una población de 1511 habitantes y está situada a 200 metros sobre el nivel del mar.

## Demografía

### Población de Senda F
| Año  | Población | Fuente                  |
| ---- | --------- | ----------------------- |
| 1992 | 525       | Censo boliviano de 1992 |
| 2001 | 1001      | Censo boliviano de 2001 |
| 2012 | 1511      | Censo boliviano de 2012 |

## División Política
El Distrito 10 se divide en:
| DISTRITO    | CENTRAL        | COMUNIDADES             | HABITANTES |
| ----------- | -------------- | ----------------------- | ---------- |
| Distrito 10 | 1 de Agosto    | Senda F                 | 1511       |
|             | 14 de Enero    | 14 de enero (Pueblo)    | 300        |
|             | Estaño Palmito | Estaño Palmito (Pueblo) | 950        |

## Educación
Senda F cuenta con dos instituciones educativas:
1. Colegio Técnico Humanístico Bolivia (Secundaria)
2. Unidad Educativa Bolivia (Primaria)